# Philip Verheyen

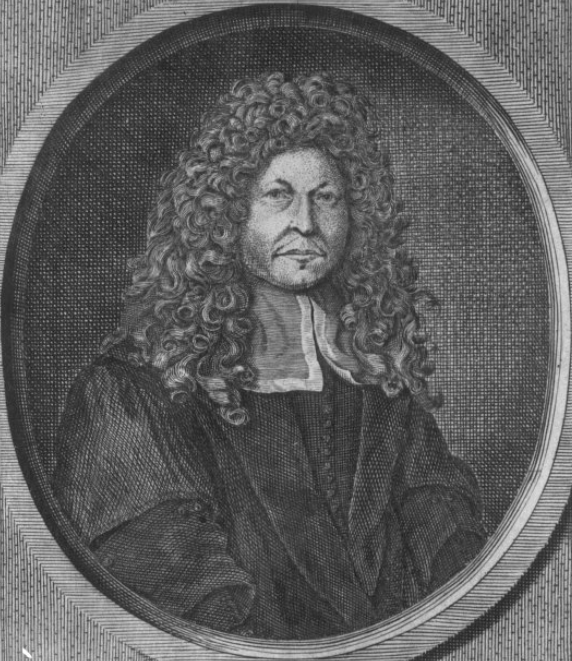
Philip Verheyen in Corporis Humani Anatomia

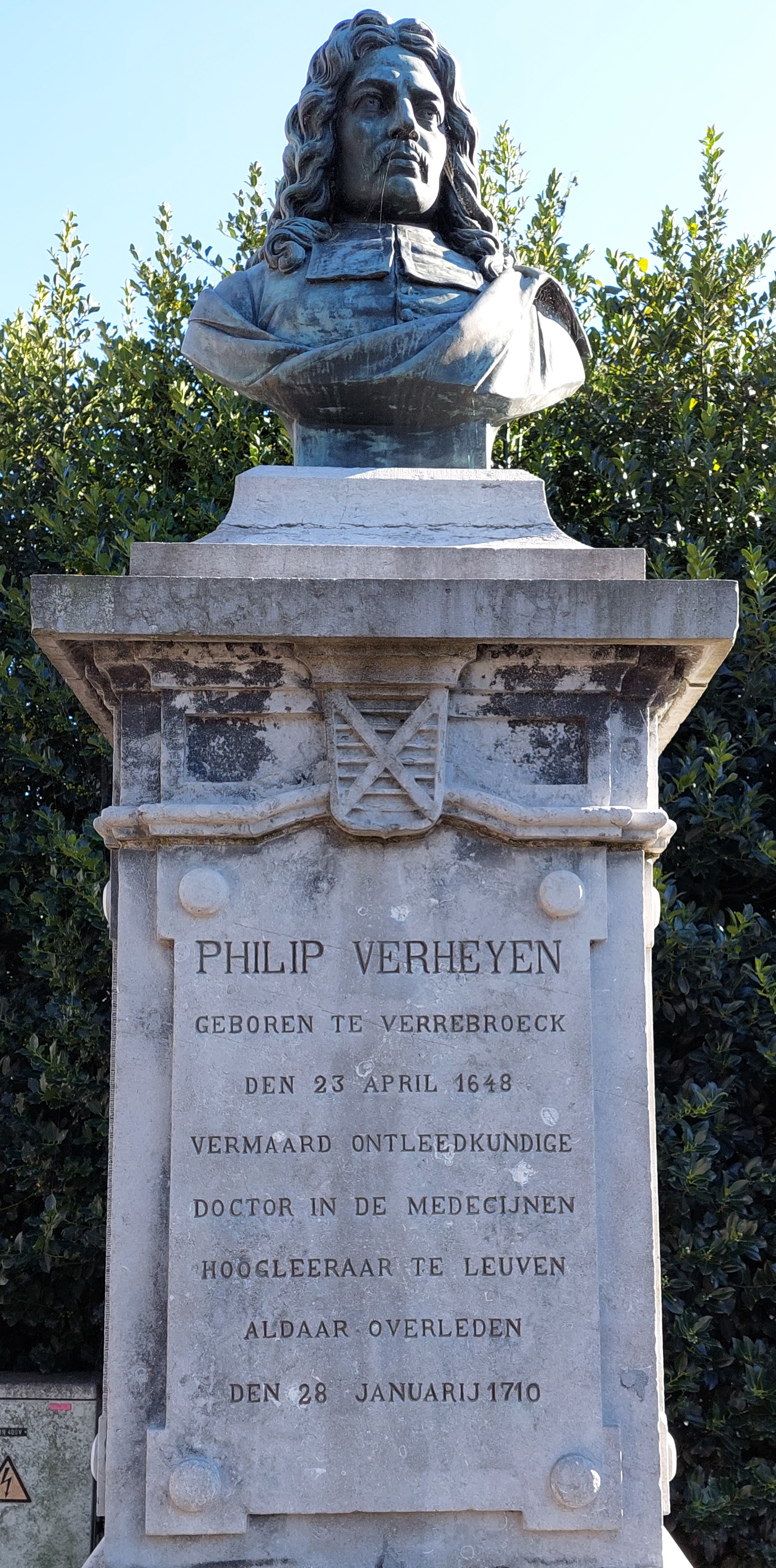
Philip Verheyen, buste in brons door Jan Frans Van Havermaet, Verrebroek

Philip Verheyen (Verrebroek, 23 april 1648 – Leuven, 28 januari 1710) was een Vlaams chirurg. Hij schreef een anatomisch handboek dat lang in gebruik was in verschillende landen dankzij de didactische opzet en de eenvoudige tekeningen. Verheyen zou na een eerdere amputatie in Leiden zijn eigen bewaarde been nauwgezet hebben ontleed, vanwege zijn onderzoek naar fantoompijn. Op basis hiervan zou hij de achillespees deze naam hebben toegekend (als chorda achillis).

## Biografie
Zijn vader was een keuterboer, maar de plaatselijke pastoor merkte zijn begaafdheid op en leerde hem vanaf zijn 22e Latijn, met het oog op de opleiding tot priester. Twee jaar later begon hij zijn middelbare school aan het Heilige-Drievuldigheidscollege in Leuven. In 1677 werd hij er primus inter pares aan de Artesfaculteit. Een infectie aan het linkerbeen leidde echter tot een amputatie daarvan, met als gevolg dat hij moest afzien van de opleiding tot priester en het volgende jaar geneeskunde ging studeren (er wordt gezegd dat hij zijn geamputeerde been zelf ontleedde). In 1681 behaalde hij de titel van licentiaat in de geneeskunde en werkte als dusdanig in Leiden en Amsterdam, waardoor hij in contact kwam met bekende tijdgenoten als Frederik Ruysch, Govert Bidloo en Antoni van Leeuwenhoek. Twee jaar later promoveerde hij in Leuven tot doctor in de geneeskunde en trouwde met Anna Van der Zeype, zus van de hoogleraar anatomie, die een jaar later overleed. Verheyen volgde hem op en werd in 1689 werd door Karel II van Spanje benoemd tot regius (koninklijk) professor in de anatomie en tot rector magnificus (deze laatste functie wou hij echter niet langer dan zes maanden houden). Anna was een jaar eerder overleden, Verheyen hertrouwde in 1693 met Philippina Van Goedenhuyse.
In 1692 werd hij ook benoemd tot professor in de chirurgie en verscheen zijn Corporis Humani Anatomia, dat tientallen jaren een Europees standaardwerk en handboek zou blijven en meer dan twintig keer werd herdrukt: het verscheen in 1711 in het Nederlands onder de titel Anatomie oft Ontleedkundige Beschryvinge van het Menschen Lichaem, vertaald door Andreas Dominicus Sassenus (1672-1756), (apotheker en hoogleraar in de plantkunde en scheikunde). Deze laatste streefde er, net als zijn tijdgenoot Jan Palfijn, naar om de Latijnse anatomische termen zoveel mogelijk door "Nederduytsche" te vervangen, aangezien volgens hem de heelmeesters "in de Latynse taele onkundig zyn".
Na zijn dood op 28 januari 1710 werd Verheyen niet in de kerk maar op een armenkerkhof begraven.
Inwoners van Verrebroek dragen naar hem nog altijd de bijnaam "flippen". In 1862 werd in zijn geboorteplaats een bronzen standbeeld voor hem opgericht (ontworpen door Louis Serrure en van de hand van Frans van Havermaet) en in 1910 werd een gedenkplaat aangebracht op zijn geboortehuis (de Carennehoeve) in de Bloempotstraat.

## Publicaties
- Dissertatio de Febribus (1692)
- Corporis Humani Anatomia (1693)[6]